# Shin-chan a la recerca de les boles perdudes
Shin Chan: A la recerca de les boles perdudes (títol original クレヨンしんちゃん 暗黒タマタマ大追跡, Crayon Shin-Chan Ankoku Tamatama Daitsuiseki) és una pel·lícula japonesa d'animació del 1997 basada en el manga "Shin-chan". Es va estrenar als cinemes de Catalunya el 27 de juny de 2003.

## Antecedents
Shin-chan neix com a protagonista de manga l'any 1990 de la mà de Yoshito Usui. Des de la seva introducció, va ser un èxit en vendes al Japó i l'any 1991 ja se'n va començar a emetre un anime basat en el manga. El seu protagonista és un nen de cinc anys, que amb la seva peculiar actitud és capaç de desesperar tothom. Entre les seves obsessions hi ha la sèrie de dibuixos de televisió Ultraheroi.

## Argument
Les boles perdudes són uns objectes amb un gran poder que, reunits, poden deslligar el caos en el món. Dues bandes rivals, els del Clan dels Titafluixa i els del Clan dels Figaflor, volen prendre el control de les boles. Els primers volen invocar el Maligne i els segons pretenen evitar que el mal s'estengui pertot arreu. Una casualitat fa que una de les boles arribi a les mans d'en Shin-chan, la qual cosa provoca que la seva família s'hagi d'aliar amb una aprenenta de policia sense sentit de la punteria i amb la banda dels Figaflor, formada per tres estrambòtics transvestits. Seran perseguits per la banda dels Titafluixa, unes gimnastes sense escrúpols armades amb letals cintes de gimnàstica rítmica que estan comandades per una dona gran i per un home d'allò més misteriós. La seva fugida els durà a un peculiar bar de copes, a uns banys públics i al parc d'atraccions abandonat dels Figaflor.

## Repartiment[5][6]
| Personatge                    | Veu original (Japó)                                                                             | Veu catalana (Catalunya)                                                                    |
| ----------------------------- | ----------------------------------------------------------------------------------------------- | ------------------------------------------------------------------------------------------- |
| Shinnosuke Nohara 'Shin Chan' | Akiko Yajima                                                                                    | Cristina Mauri                                                                              |
| Misae Nohara                  | Miki Narahashi                                                                                  | Glòria Gonzàlez                                                                             |
| Hiroshi Nohara                | Keiji Fujiwara                                                                                  | Marc Zanni                                                                                  |
| Himawari Nohara               | Satomi Kōrogi                                                                                   | Elisabet Bargalló                                                                           |
| Rosa                          | Daisuke Gōri                                                                                    | Aleix Estadella                                                                             |
| Lavanda                       | Kaneto Shiozawa                                                                                 | Albert Mieza                                                                                |
| Llima                         | Shinya Ōtaki                                                                                    | José Javier Serrano                                                                         |
| Inspectora Yone               | Yuriko Yamamoto                                                                                 | Núria Domènech                                                                              |
| Hecson                        | Jun Hazumi                                                                                      | Alfonso Vallés                                                                              |
| Maho, Líder de les Gimnastes  | Saeko Shimazu                                                                                   | Maria Moscardó                                                                              |
| Reina del Clan 'Tita Fluixa'  | Keiko Yamamoto                                                                                  | Ana Maria Mauri                                                                             |
| Satake, el Lluitador          | Fumihiko Tachiki                                                                                | Jaume Lleal                                                                                 |
| Mare del Clan 'Figaflor'      | Suwon Rin                                                                                       | Enriqueta Linares                                                                           |
| Maligne                       | Shin Aomori                                                                                     | Jordi Vila                                                                                  |
| Yoshito Usui                  | Yoshito Usui                                                                                    | Miquel Bonet                                                                                |
| Narrador                      | ???                                                                                             | Norbert Ibero                                                                               |
| Srta. Midori Yoshinaga        | Yumi Takada                                                                                     | Eva Lluch                                                                                   |
| Srta. Ume Matsuzaka           | Michie Tomizawa                                                                                 | Montserrat Roig                                                                             |
| Director 'El Mafiós'          | Rokurō Naya                                                                                     | Jaume Mallofre                                                                              |
| Toru Kazama                   | Mari Mashiba                                                                                    | Carme Calvell                                                                               |
| Nene Sakurada                 | Tamao Hayashi                                                                                   | Sílvia Gómez                                                                                |
| Masao Sato                    | Teiyū Ichiryūsai                                                                                | Anna Orra                                                                                   |
| Veus addicionals              | Yūko Satō, Minami Takayama, Mie Suzuki, Katsuhito Ohta, Kaoru Shimamura, Chie Satō i Ako Mayama | Jaume Lleal, Jordi Vila, Miquel Bonet, Jaume Mallofre, Toni Moreno, Jaume Costa i Anna Orra |

| Fitxa de doblatge     | Fitxa de doblatge                |
| --------------------- | -------------------------------- |
| Estudi de doblatge    | Sonoblok, S.A. (Barcelona)       |
| Directora de doblatge | Ana Maria Mauri                  |
| Traducció             | Marc Bernabé i Verònica Calafell |
| Ajustadora            | Anna Orra                        |
| Tècnica de so         | Mónica Cimas                     |
| Tècnic de mescles     | Joan Olivé                       |